# علي بن محمد (وزير جزائري)
علي بن محمد هو سياسي وباحث جزائري، شغل منصب وزير التربية في حكومة حمروش الثانية وحكومة غزالي الأولى والثانية، وسفير للجزائر بالقاهرة.